# Nagy-Libanon
A Nagy-Libanon Állam (arabul: دولة لبنان الكبير, átírva: Daulat Labnán al-Kabír; franciául: État du Grand Liban) 1920. szeptember 1-jén alakult meg, miután az Oszmán Birodalom felbomlott, és a Közel-Keletet új határokkal osztották fel a Sèvres-i békeszerződés értelmében. Az új állam a Nemzetek Szövetségének mandátuma alatt jött létre, és a Franciaország által felügyelt Szíria és Libanon mandátum részévé vált. 1926-ban az ország hivatalosan felvette a Libanoni Köztársaság nevet, amely a modern Libanon elődjének tekinthető.
A Nagy-Libanon határait Henri Gouraud francia tábornok hirdette ki. A terület magában foglalta a Libanoni-hegy Mutasarrifátusának területét, valamint az Oszmán Birodalom egykori Tripoli és Szidón körzeteit, valamint a Bekaa-völgyet. A libanoni lakosság többsége, vallási hovatartozástól függetlenül, támogatta az új állam létrejöttét, amelynek fővárosa Bejrút lett. Az új állam számára egy zászlót is alkottak, amely a francia trikolórt a libanoni cédrus szimbólumával egyesítette, jelezve az ország francia védnökség alatti státuszát.
A Nagy-Libanon létrehozása jelentős társadalmi és gazdasági változásokat indított el a térségben. A francia mandátum idején megkezdődött a modern infrastruktúra, például utak és vasutak kiépítése, ami hozzájárult a térség gazdasági fejlődéséhez. A francia kulturális hatások is erőteljesen megjelentek, különösen az oktatásban és a közigazgatásban, ahol a francia nyelv elterjedt.

## Kikiáltás és területi bővítés
A Nagy-Libanon állam kikiáltására 1920. szeptember 1-jén került sor az augusztus 31-i 318-as rendelet alapján, amely az Népszövetség mandátuma alatt hozta létre az új államot. A Libanoni-hegy Mutasarrifátusának területe közel a duplájára nőtt azáltal, hogy magában foglalta az Oszmán Birodalom egykori területeit, mint Tripoli és Szidón körzetei, valamint a Bekaa-völgy. Az 1861-ben létrejött Mutasarrifátus célja az volt, hogy az európai hatalmak védelmet biztosítsanak a helyi keresztény lakosságnak.
A Nagy-Libanon létrejöttével a terület lakossága sokszínűvé vált, különböző vallási és etnikai csoportok éltek együtt. A terület bővítését a lakosság jelentős része támogatta, mivel az új állam lehetőséget teremtett a politikai stabilitás és gazdasági fejlődés elérésére. Ugyanakkor a vallási és etnikai különbségek okozta feszültségek időnként kiéleződtek, különösen a keresztények és a muszlimok között.

## Politikai helyzet és függetlenség
A második világháború idején, amikor 1940-ben a Vichy-kormány átvette a francia területek irányítását, Henri Dentz tábornokot nevezték ki Libanon főkormányzójának. Ez a fordulópont Émile Eddé libanoni elnök lemondásához vezetett, és Alfred Naqqache lett az új elnök, aki mindössze három hónapig maradt hivatalban. A Vichy-hatóságok lehetőséget biztosítottak a náci Németország számára, hogy Szírián keresztül utánpótlást szállítsanak Irakba, ami aggodalmat váltott ki a brit hatóságok részéről.
A háborús helyzet lezárása után Charles de Gaulle tábornok elismerte Libanon függetlenségét, és 1941 novemberében Georges Catroux tábornok bejelentette, hogy Libanon a Szabad Franciaország kormánya alatt független állammá válik. 1943-ban a libanoni kormány egyoldalúan felmondta a francia mandátumot, ami a francia hatóságok ellenállásához vezetett. A libanoni politikai vezetők bebörtönzése nagy felháborodást váltott ki, és a brit diplomácia közbenjárásával végül elérték, hogy a franciák elismerjék Libanon függetlenségét.
1943. november 22-én a libanoni kormányzati tisztviselőket szabadon engedték, és Libanon hivatalosan is függetlenné vált. Ez a nap ma Libanon nemzeti ünnepe, amelyet minden évben megünnepelnek. Októberben a nemzetközi közösség is elismerte Libanon függetlenségét, és az ország Szíriával együtt az ENSZ alapító tagjává vált.

## Kormányzás és alkotmány
Az első libanoni alkotmányt 1926. május 23-án fogadták el, amely a francia Harmadik Köztársaság alkotmányát mintázta. Az alkotmány értelmében kétkamarás parlament jött létre: egy képviselőház és egy szenátus (a szenátust később eltörölték). Az alkotmány előírta, hogy a politikai pozíciókat a lakosság vallási arányai alapján osszák el. Az elnök maronita keresztény, a miniszterelnök szunnita muszlim, a parlament elnöke pedig síita muszlim volt. Ez a rendszer kezdetben stabilitást biztosított, de később feszültségeket is generált.
A képviselőház elméletileg a törvényhozás feladatát látta el, de a gyakorlatban a végrehajtó hatalomnak nagyobb befolyása volt a törvényhozási folyamatokra. A francia főkormányzó gyakran beleszólt a döntéshozatalba, ami ellenállást váltott ki a libanoni nacionalisták körében. Ennek ellenére Charles Debbas görög ortodox politikust választották meg az ország első elnökévé.
Debbas elnöki ciklusának végén, 1932-ben, Bishara al-Khuri és Émile Eddé indult az elnöki posztért. A választás eredményeképpen patthelyzet alakult ki, amelyet a francia főkormányzó úgy oldott fel, hogy felfüggesztette az alkotmányt, és meghosszabbította Debbas mandátumát. A helyzet végül oda vezetett, hogy új főkormányzót neveztek ki, és az ország politikai rendszere átalakult.
1936-ban Émile Eddét választották elnökké, aki részben helyreállította az alkotmányt, és választásokat tartott. Azonban a második világháború kitörésekor a főkormányzó ismét felfüggesztette az alkotmányt, ami tovább növelte a politikai feszültségeket.

## Oktatás és kultúra
A francia mandátum idején a francia kultúra és nyelv előtérbe került az oktatásban. Az oktatás főként külföldi missziós iskolákban folyt, amelyek magasabb színvonalú oktatást nyújtottak, mint az oszmán időszak alatt. Bár az angol is elterjedt a felsőoktatásban, a francia nyelv dominált az oktatási rendszerben és a közigazgatásban is. Az oktatási rendszer fejlesztése hozzájárult a művelt középosztály kialakulásához, amely fontos szerepet játszott a későbbi függetlenségi mozgalmakban.

## Demográfia
Nagy-Libanon területén az első hivatalos vallási népszámlálást 1932-ben végezték el. A népszámlálás eredményei szerint a lakosság nagyjából egyenlően oszlott meg a keresztények és muszlimok között. A legnagyobb felekezetek a maronita keresztények, a szunnita muszlimok és a síita muszlimok voltak. A demográfiai adatok fontos szerepet játszottak a politikai pozíciók elosztásában és a kormányzás szerkezetében.
| Felekezet         | Népesség | Arány (%) |
| ----------------- | -------- | --------- |
| Maronita          | 226 378  | 28,8      |
| Görög ortodox     | 76 522   | 9,7       |
| Melkita katolikus | 46 000   | 5,9       |
| Egyéb             | 53 463   | 6,8       |
| Összesen          | 402 363  | 51,2      |

| Felekezet | Népesség | Arány (%) |
| Szunnita  | 175 925  | 22,4      |
| Síita     | 154 208  | 19,6      |
| Drúz      | 53 047   | 6,8       |
| Összesen  | 383 180  | 48,8      |

1932-ben Nagy-Libanon lakossága összesen 785 542 fő volt, ami a különböző vallási csoportok közötti erőviszonyokat is tükrözte.